# Шипет (Тимиш)
Шипет (рум. Șipet) насеље је у Румунији у округу Тимиш у општини Тормак. Oпштина се налази на надморској висини од 108 m.

## Прошлост
По "Румунској енциклопедији" место се помиње 1462. године. За време турске владавине место је једно од најнасељенијих у Банату. У 19. веку место је као спахилук добио на дар заслужни Србин, фелдмаршал Петар Дука. Насеље се налазило на "Старом селу", одакле је премештено 1894. године на нови простор, услед неприлика мештана са Мађарима из Тормака.
Аустријски царски ревизор Ерлер је 1774. године констатовао да место припада Брзавском округу, Чаковачког дистрикта. Становништво је било претежно влашко. Када је 1797. године пописан православни клир ту су три свештеника. Пароси, поп Мартин Белча (рукоп. 1780), поп Григорије Божовић и поп Исак Бојан (1788) служе се само румунским језиком.
Барон Дука Стефан спахија "от Кадар и Шипот" набавио је 1832. године једну српску књигу у Темишвару.

## Становништво
Према подацима из 2002. године у насељу је живело 856 становника.

### Попис2002.
| Расподела становништва по националности 2002.‍ | Расподела становништва по националности 2002.‍ | Расподела становништва по националности 2002.‍ | Расподела становништва по националности 2002.‍ | Расподела становништва по националности 2002.‍ |
| --------------------------------------------- | --------------------------------------------- | --------------------------------------------- | --------------------------------------------- | --------------------------------------------- |
|                                               |                                               |                                               |                                               |                                               |
| Румуни                                        | Румуни                                        |                                               | 770                                           | 90,9%                                         |
| Мађари                                        | Мађари                                        |                                               | 7                                             | 0,8%                                          |
| Роми                                          | Роми                                          |                                               | 6                                             | 0,7%                                          |
| Украјинци                                     | Украјинци                                     |                                               | 7                                             | 0,8%                                          |
| Словаци                                       | Словаци                                       |                                               | 57                                            | 6,7%                                          |